# Glenocythere
Glenocythere is een geslacht van uitgestorven kreeftachtigen uit de klasse van de Ostracoda (mosselkreeftjes).

## Soorten
- Glenocythere antsirananaensis Babinot, Colin & Randrianasolo, 2009 †
- Glenocythere bahreinensis Al-Abdul-Razzaq, 1979 †
- Glenocythere reticulata Al-Abdul-Razzaq, 1979 †
- Glenocythere triangularis Al-Abdul-Razzaq, 1979 †